# Julian Rachlin
Pour les articles homonymes, voir Rachlin.
Julian Rachlin, né le 8 décembre 1974 à Vilnius, est un violoniste et altiste autrichien originaire de Lituanie. 

## Biographie
En 1978, Julian Rachlin émigre avec ses parents musiciens en Autriche. En 1983, il entre à l'Académie de musique et des arts du spectacle de Vienne et étudie le violon avec Boris Kuschnir qui l'élève dans la tradition de l'école de violon soviétique. Il prend également des cours privés avec Pinchas Zukerman. Il donne son premier concert public en 1984 et commence une carrière d'enfant prodige. En 1988, il remporte le premier prix du Concours Eurovision des jeunes musiciens, ce qui lui permet de se produire au Festival de Berlin avec Lorin Maazel et avec l'Orchestre philharmonique de Vienne sous la direction de Riccardo Muti — le plus jeune soliste à jouer avec cet orchestre. Sa carrière se développe en Europe et aux États-Unis avec les chefs les plus prestigieux, Vladimir Ashkenazy, Bernard Haitink, James Levine, Zubin Mehta et André Previn. En 2005, il fait ses débuts au Carnegie Hall avec l'Orchestre philharmonique de New York, sous la baguette de Lorin Maazel.
Il se produit en musique de chambre avec des artistes comme Martha Argerich, Gidon Kremer, Natalia Gutman, Mstislav Rostropovitch, Itamar Golan, etc. Il a créé le Sextuor de Penderecki avec Mstislav Rostropovitch et Yuri Bashmet. En 2000, il fonde son propre festival à Dubrovnik, "Julian Rachlin and Friends". Depuis 2000, il se produit également à l'alto dans un répertoire de concerto et de musique de chambre.
Ses enregistrements de concertos pour violon de Sibelius, Tchaïkovski, Brahms ainsi que son enregistrement de la Sonate pour alto et piano, op. 147 de Chostakovitch ont été salués par la critique. En 2000, il est récompensé par le prestigieux Prix international de l'Académie Chigiana de Sienne.
Julian Rachlin joue sur un Guarnerius del Gesù de 1741, l'ex-Carrodus, mis à sa disposition par la Banque nationale autrichienne.
Il a également joué son propre rôle dans plusieurs séries et documentaires, ainsi que le rôle de Paganini dans Napoléon (mini-série) en 2002.